# ハロゲン化
ハロゲン化（はろげんか、英: halogenation）は、化合物中に1個以上のハロゲンを導入する化学反応である。ハロゲン化によって生成するハロゲン化物は、たとえばポリマーや医薬品の製造などにおいて広く普及しているため、この種の変換は一般的で重要である。本記事では主にハロゲン元素（F2, Cl2, Br2, I2）を用いたハロゲン化反応や、ハロゲン化物やハロゲン酸塩を使用したハロゲンの導入を説明する。また、さまざまな基質にハロゲンを導入するために、多くの特殊な試薬（例: 塩化チオニル）も存在している。

## 有機化学
有機化合物のハロゲン化には、フリーラジカルハロゲン化、ケトンハロゲン化、求電子的ハロゲン化、ハロゲン付加反応など、いくつかの経路が存在する。基質の性質が経路の決定を左右する。ハロゲン化のしやすさはハロゲンに影響される。フッ素と塩素はより求電子的で、より攻撃的なハロゲン化剤である。臭素はフッ素や塩素よりも弱いハロゲン化剤であり、ヨウ素はその中でも最も反応性が低い。脱ハロゲン化水素のしやすさは逆の傾向を示す。ヨウ素は有機化合物から最も容易に脱離するが、有機フッ素化合物は非常に安定している。

### フリーラジカルハロゲン化
飽和炭化水素（アルカン）のハロゲン化は置換反応である。この反応には通常、フリーラジカル経路が必要である。アルカンのハロゲン化における位置選択性は、C-H 結合の相対的な弱さによってほぼ決まる。この傾向は、第三級（tert-）および第二級（sec-）の位置での反応速度に反映される。 
フッ素元素（F
2）を用いたフッ素化反応は、特に発熱性であるため、非常に特殊な条件と装置を必要とする。電解フッ素化法（電気化学的フッ素化法）は、フッ化水素から少量のフッ素元素をその場で（in situ）生成する方法である。この方法は、フッ素ガスの取り扱いに伴う危険性を回避することができる。多くの商業的に重要な有機化合物がこの技術を使用してフッ素化されている。F
2 やその電気化学的な生成物に加え、フッ化コバルト(III)もフッ素ラジカルの供給源として使用されている。
フリーラジカル塩素化は、いくつかの溶剤の工業生産に使用されている。
{\displaystyle {\ce {CH4 + Cl2 -> CH3Cl + HCl}}}
天然に存在する有機臭素化合物は、通常、臭化物ペルオキシダーゼ（ブロモペルオキシダーゼ）という酵素を触媒とするフリーラジカル経路で生成される。この反応には、臭化物と酸化剤である酸素の共同が必要である。年間100万-200万トンのブロモホルムと56,000トンのブロモメタンが海洋から放出されていると推定される。
メチルケトンを分解するヨードホルム反応は、フリーラジカルヨウ素化反応によって進行する。                        

#### アルケンやアルキンへのハロゲン付加
不飽和化合物、特にアルケンやアルキンはハロゲンを付加する。
{\displaystyle {\ce {RCH=CHR' + X2 -> RCHX-CHXR'}}}
オキシ塩素化では、次に示すジクロロエタンへの経路のように、塩化水素と酸素を組み合わせて塩素と同等の役割を果たす。
{\displaystyle {\ce {2 HCl + CH2=CH2 + 1/2 O2 -> ClCH2CH2Cl + H2O}}}
アルケンへのハロゲンの付加は、中間体のハロニウムイオンを経由して進行する。特殊な例では、このような中間体が単離されている。

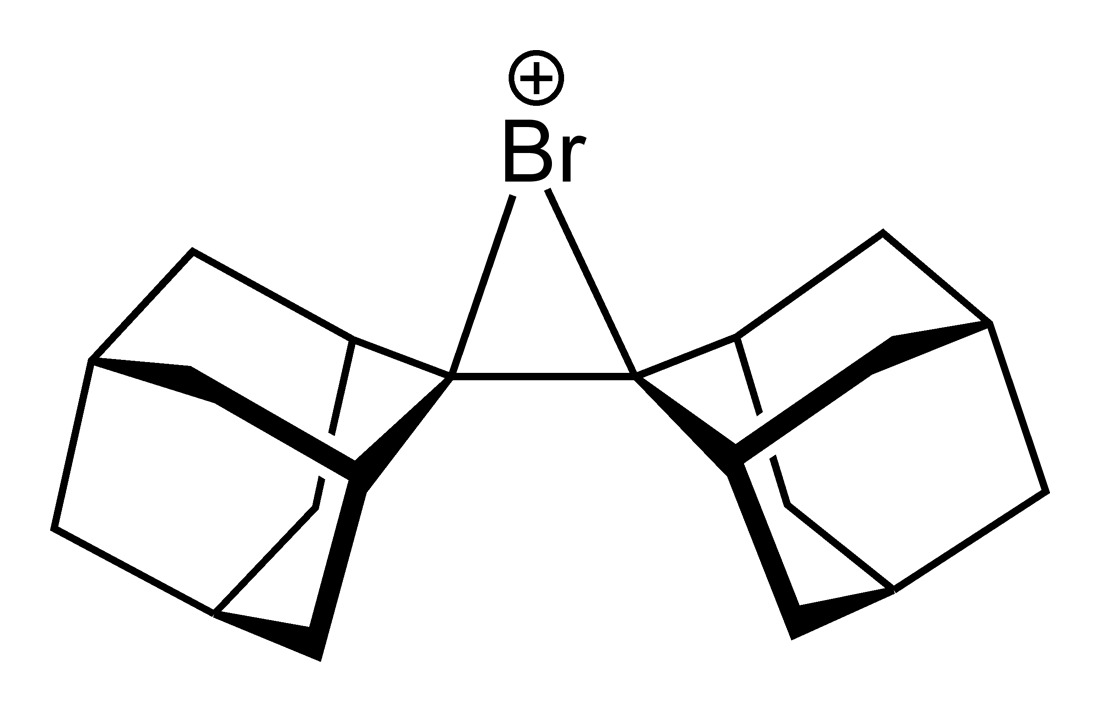
ブロモニウムイオンの構造

臭素化反応は発熱が少ないため、塩素化反応よりも選択的が高い。次の図は、アルケンの臭素化の実例として、トリクロロエチレンから麻酔薬ハロタンに至る経路を示すものである。
ヨウ素化は、アルケンにヨウ素を添加することで行われる。この反応は、ヨウ素 I
2 の色を呈しながら進行するので、脂肪の不飽和度を測定するヨウ素価の分析方法の基礎となるものである。

### 芳香族化合物のハロゲン化
芳香族化合物は求電子ハロゲン化の対象となる。
{\displaystyle {\ce {RC6H5 + X2 -> HX + RC6H4X}}}
このような反応は、一般に、塩素や臭素でよく起こる。臭化鉄(III)などのルイス酸触媒を用いることが多い。フッ素は非常に反応性が高いので、フッ素化芳香族化合物の調製にはバルツ・シーマン反応のような他の方法を使用しなければならない。ヨウ素化は、ヨウ化水素を使用して、その場（in situ）で I
2 を生成する酸化剤の存在下で行うことができる。

### その他のハロゲン化法
ハンスディーカー反応は、カルボン酸をより鎖長が短いハロゲン化物に変換する。まずカルボン酸が銀塩に変換され、次にこれがハロゲンで酸化される。
{\displaystyle {\ce {RCO2Ag + Br2 -> RBr + CO2 + AgBr}}}

## 無機化学
アルゴン、ネオン、ヘリウムを除き、すべての元素はフッ素との直接反応によってフッ化物を生成する。塩素は選択性がやや高いものの、それでもほとんどの金属やより重い非金属と反応する。通常の傾向として、臭素は反応性が低く、ヨウ素は最も反応性が低い。多くの可能性のある反応の中で、金の塩素化による塩化金(III)の生成は、その一例である。金属の塩素化は、酸化物とハロゲン化水素から塩化物を作る方が容易なので、通常、工業的にはあまり重要ではない。比較的大規模な無機化合物の塩素化は、三塩化リンと二塩化二硫黄の製造である。